# Einen Augenblick Zeit
Die Medieninstallation Einen Augenblick Zeit – auch Die Augen genannt – wurde von Hofstetter Kurt geschaffen. Ihr Standort war zwischen 1994 und März 2009 in der Haupthalle des Wiener Südbahnhofs.

## Beschreibung

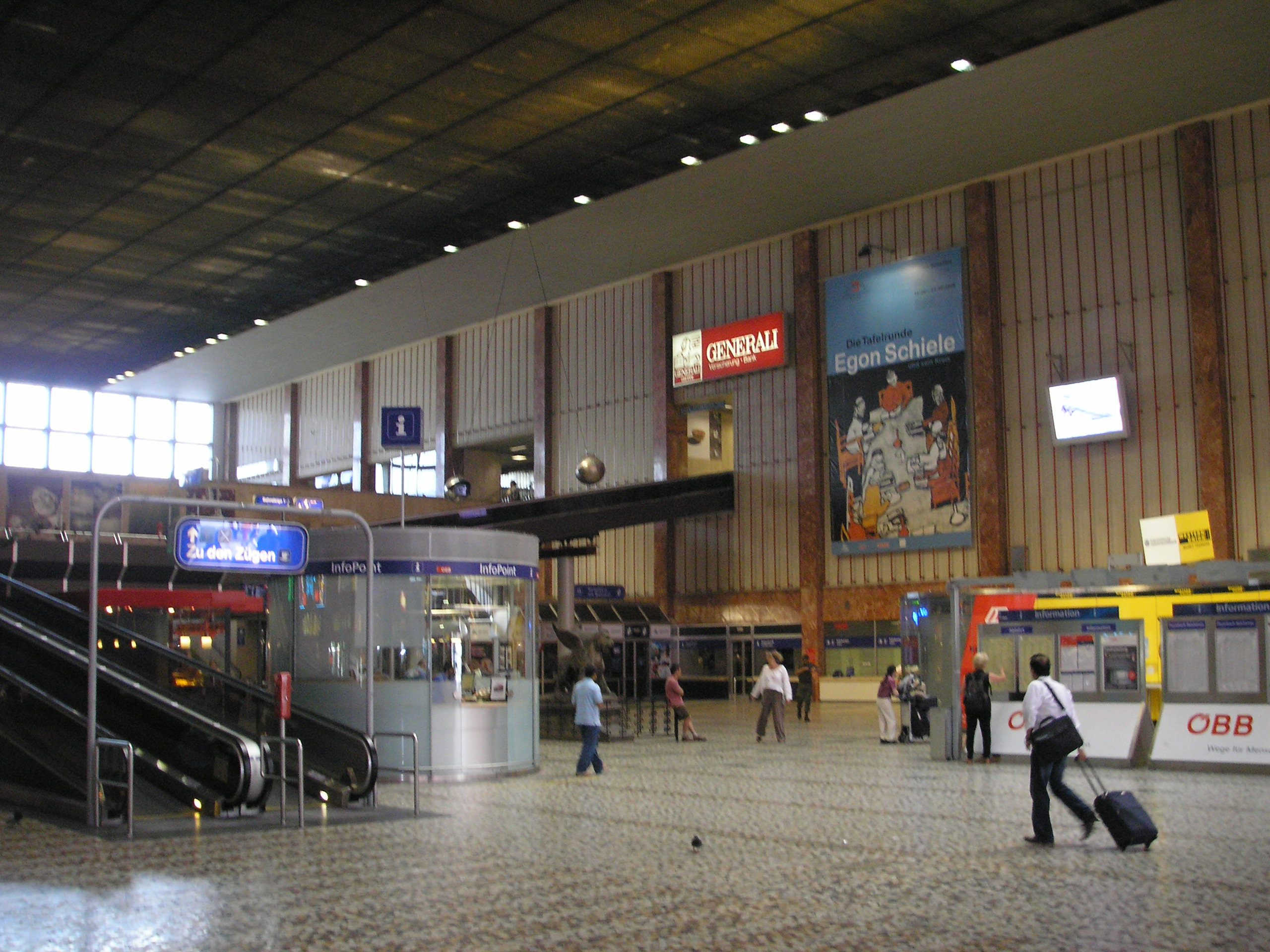
In der Bildmitte ist die Installation zu sehen

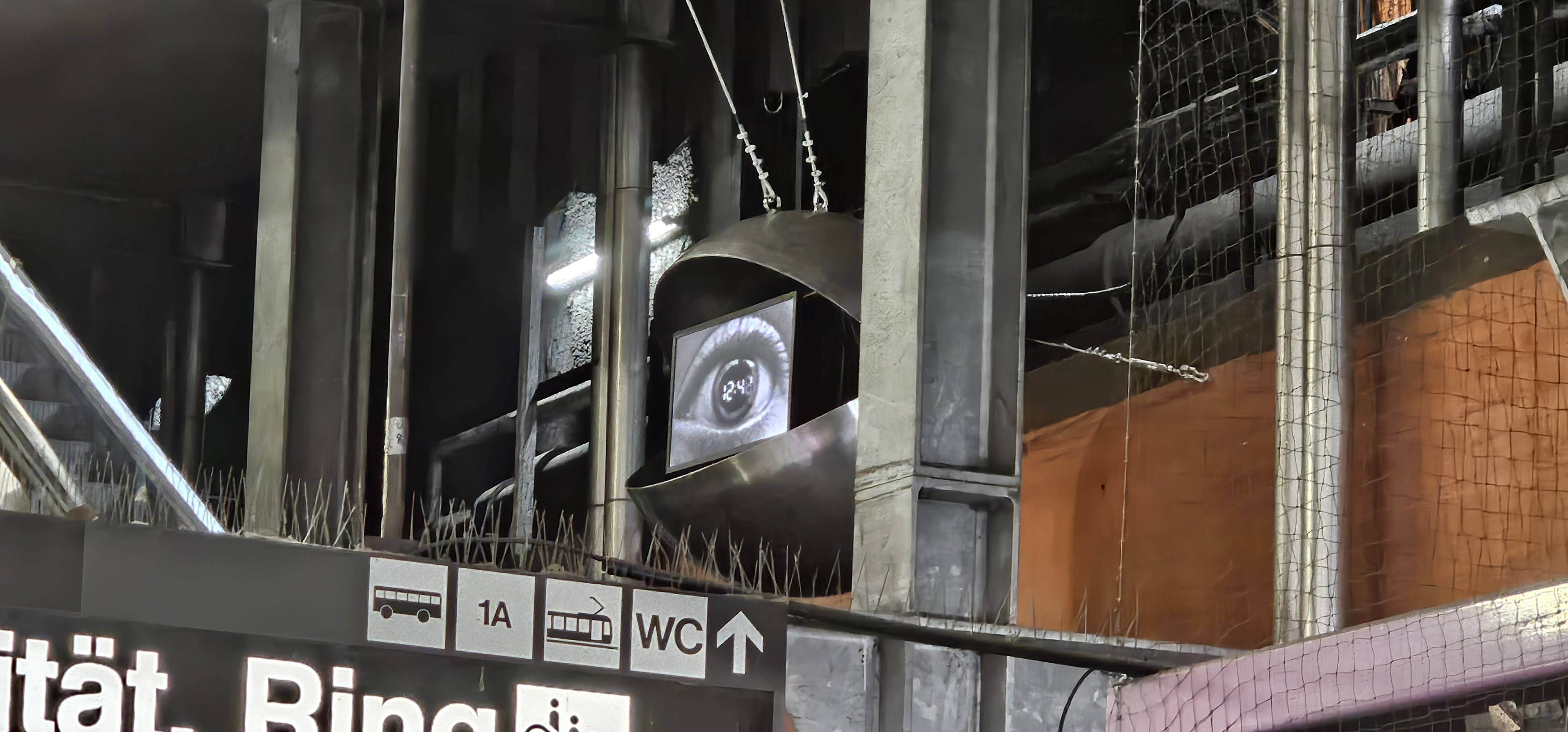
Die Installation in der U2-Station Schottentor

Die Medieninstallation Einen Augenblick Zeit besteht aus je zwei gegeneinander verschobenen Halbkugeln aus Stahl, in denen sich je ein Bildschirm befindet, so dass sie an Augäpfel erinnern. Zu sehen sind auf diesen Bildschirmen die formatfüllenden Videoaufnahmen eines weiblichen und eines männlichen Auges. In diese Videoaufnahme wird im Bereich der Pupillen zusätzlich das Datum und die Uhrzeit eingeblendet. Akustisch unterlegt ist diese Darstellung mit dem Ticken eines russischen Weckers.
Im Wiener Südbahnhof hingen einander diese beiden Gebilde so gegenüber, dass die Fahrsteige zwischen Haupthalle und der Halle der Südbahnstrecke dazwischen hindurchführten.

## Bedeutung
Für Hofstetter Kurt symbolisieren die Pupillen der Augen die schwarzen Löcher der Zeit. Künstlerisch wird die Medieninstallation Einen Augenblick Zeit zu den österreichischen Pionierleistungen permanenter Computerkunst im öffentlichen Raum gezählt.

## Aufstellungsort
Wegen des Abbruchs des Wiener Südbahnhofs wurden die beiden „Augen“ im März 2009 aus der Haupthalle des Bahnhofs entfernt und an Peter Weibel vom Zentrum für Kunst und Medientechnologie (ZKM) in Karlsruhe übergeben. Von 2011 bis 2012 war das Kunstwerk als Leihgabe im Joanneum in Graz.
Laut den Österreichischen Bundesbahnen sollte die Medieninstallation Einen Augenblick Zeit wieder im neuen Hauptbahnhof aufgestellt werden, während das Zentrum für Kunst und Medientechnologie auf den Weiterverbleib in Karlsruhe hoffte.
Im Dezember 2024 wurden die beiden "Augen", nach Umrüstung von Röhrenmonitoren auf Flachbildschirme, in der U-Bahn-Station Schottentor an den Rolltreppen zwischen dem U2-Mittelbahnsteig und dem Jonasreindl installiert. 